# Neutronium
Neutronium is een vaak verkeerd gebruikte term voor een extreem dichte vorm van materie, die gevonden kan worden in de kern van een neutronenster. De term wordt niet aanvaard in wetenschappelijke kringen, maar is in het algemeen taalgebruik geslopen langs een omweg van de sciencefiction.
Wanneer een enorme ster een ijzeren kern begint te produceren en wanneer de massa van die kern groot genoeg is, zal de ster ineenstorten en een supernova veroorzaken. Wanneer de kern echter ineenstort zullen de dichtheid en de druk op de kern zo groot worden dat de elektronenschillen van de atomen op de tienduizendmaal kleinere atoomkern vallen, waar ze zich combineren met protonen, zodat ze neutronen vormen.
- elektron + proton → neutron + neutrino

Het neutrino wordt uit de kern gezonden, en laat het neutron achter. Wanneer alle protonen en elektronen zijn samengegaan zijn er alleen nog naast elkaar gestapelde neutronen over. Dat materiaal heeft een dichtheid van ongeveer 1014 tot 1015 g/cm³, ongeveer de dichtheid van een standaard atoomkern. Een theelepel van deze materie zou ongeveer 100 miljoen ton wegen. Dit materiaal wordt soms neutronium genoemd.
Het is echter helemaal niet zeker dat het binnenste van een neutronenster een zee van neutronen is. Het is best mogelijk dat dit binnenste meer een zee van vrije quarks is. Wanneer een neutronenster zijn eigen massa niet meer kan dragen, zal de ster nog eens ineenstorten. Hierbij wordt een zwart gat gevormd. Een gradatie tussen een neutronenster en zwart gat is te vinden in de hypothetische quarksterren en preonsterren, waarbij de sterren zijn opgebouwd uit respectievelijk vrije quarks of vrije preonen.